# Vuk Vukčić Hrvatinić
Vuk Vukčić Hrvatinić (fallecido antes del 27 de noviembre de 1399) fue un noble bosnio y knez de Donji Kraji.

## Biografía
Vuk era hijo de Vukac Hrvatinić y hermano de Hrvoje Vukčić. La primera referencia conocida sobre él data de 1385. El 29 de enero de ese año, Vuk tomó la ciudad de Greben, en el río Vrbas. Hasta 1357, Greben había sido una propiedad hereditaria de los Hrvatinić, pero después pasó a manos del rey húngaro Luis I. Los banes Juan de Palisna y Esteban Lacković intercedieron ante el rey Segismundo de Luxemburgo a favor de Vuk Hrvatinić. En ese momento, Vuk ostentaba el título de knez.
Vuk vuelve a ser mencionado en 1387, cuando, junto con su hermano Hrvoje, lideraba el ejército bosnio. Durante la lucha por el trono húngaro a finales del siglo XIV, se alineó como súbdito del rey Dabiša y apoyó la facción napolitana. Dabiša lo nombró gobernador de Croacia y Dalmacia. El 17 de julio de 1391, Ladislao de Nápoles le otorgó el título de ban de Croacia y Dalmacia.
Como ban, trabajó en la estabilización de las ciudades dálmatas. Medió en la reconciliación entre Split y Klis, protegió al arzobispo de Split, Andrés Gualdo, junto con toda la iglesia de Split, y garantizó a los comerciantes de Trogir el derecho de libre circulación en los territorios bajo su dominio en Dalmacia, Croacia y Bosnia. El 8 de septiembre de 1392, se convirtió en ciudadano de Zadar.
Al año siguiente, lideró un ejército en un intento de tomar a Vrana y Ostrovica en nombre del rey Dabiša. Las ciudades fueron capturadas y los nobles Juan y Nicolás de Palisna fueron apresados. Ese mismo año, el 13 de julio, Vuk se convirtió en ciudadano veneciano.
A finales de 1393 y principios de 1394, se produjo un cambio en las relaciones entre el rey Segismundo de Luxemburgo y Hrvoje Vukčić, quien se unió al rey húngaro. Segismundo también consiguió el apoyo del rey bosnio Dabiša y de otros nobles, dejando a Vuk como el único oponente del rey húngaro en Bosnia, en su papel de ban de Ladislao de Nápoles.
Tras ser derrotado por Nicolás Garai el joven, Vuk se pasó al bando de Segismundo, perdiendo así Knin y el título de ban. Durante una visita a Zadar en 1395, fue mencionado como exban (olim Banus). Segismundo le otorgó el gobierno de Krupa y Ostrožac, que hasta entonces pertenecían a los príncipes de Blagaj, además del título de ban vitalicio.
En un documento de Zagreb fechado el 16 de agosto de 1396, Vuk es mencionado como «ban de Bosnia» (bano de Boznia). La última referencia a él en vida data del 20 de septiembre de 1397. Falleció antes del 27 de noviembre de 1399.